# Wał Atlantycki

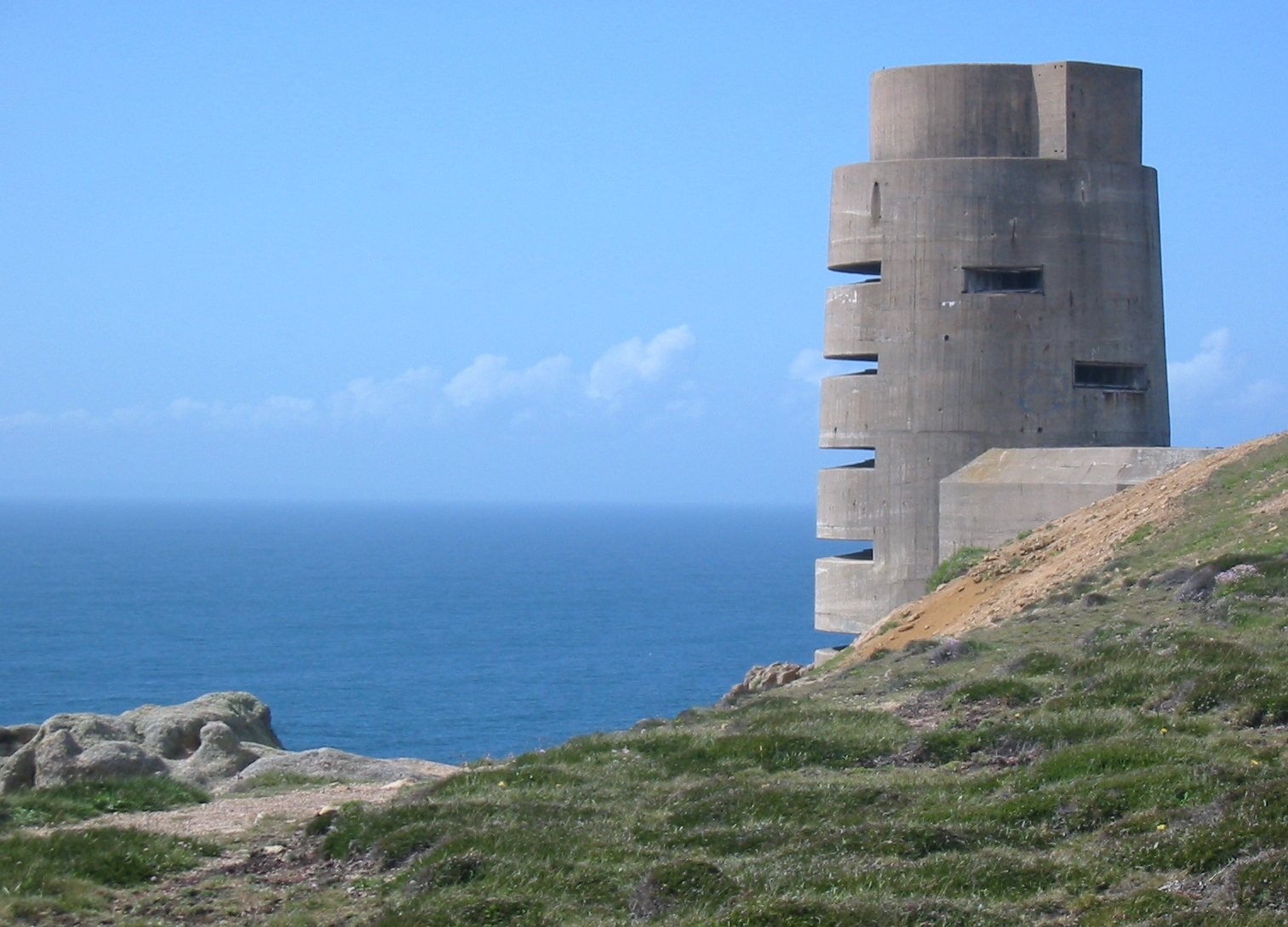
Niemiecka wieża obserwacyjna na wyspie Jersey, na Wyspach Normandzkich

Wał Atlantycki – system umocnień ciągnących się na długości 3862 km wzdłuż zachodnich wybrzeży Europy, od granic Hiszpanii do północnych krańców Norwegii.
Został wzniesiony przez Niemców podczas II wojny światowej na okupowanych terenach. Miał stanowić podstawę obrony niemieckiej w przypadku inwazji wojsk alianckich na kontynent europejski.
Wał Atlantycki był najsilniej ufortyfikowany w rejonie Calais, gdzie spodziewano się, ze względu na bliskość (37 km) angielskiego wybrzeża, głównego uderzenia wojsk inwazyjnych, znacznie słabiej natomiast w Normandii, co wykorzystali alianci 6 czerwca 1944, w początkowej fazie operacji Overlord.

## Geneza
Hitler w 1941 roku zaplanował uczynienie niezdobytą twierdzą („Festung Europa”) swoich błyskawicznych zdobyczy z 1940 roku. W związku z tym, 23 marca 1942 r. wydał dyrektywę numer 40, oficjalnie rozpoczynając prace. Po rajdzie na Saint-Nazaire 13 kwietnia 1942, Hitler rozkazał wzmocnić obronę baz marynarki wojennej (w tym baz U-Bootów). Początkowo fortyfikacje skupiono wokół największych portów, a dopiero pod koniec 1943 roku rozszerzono na inne tereny.

## Budowa Wału

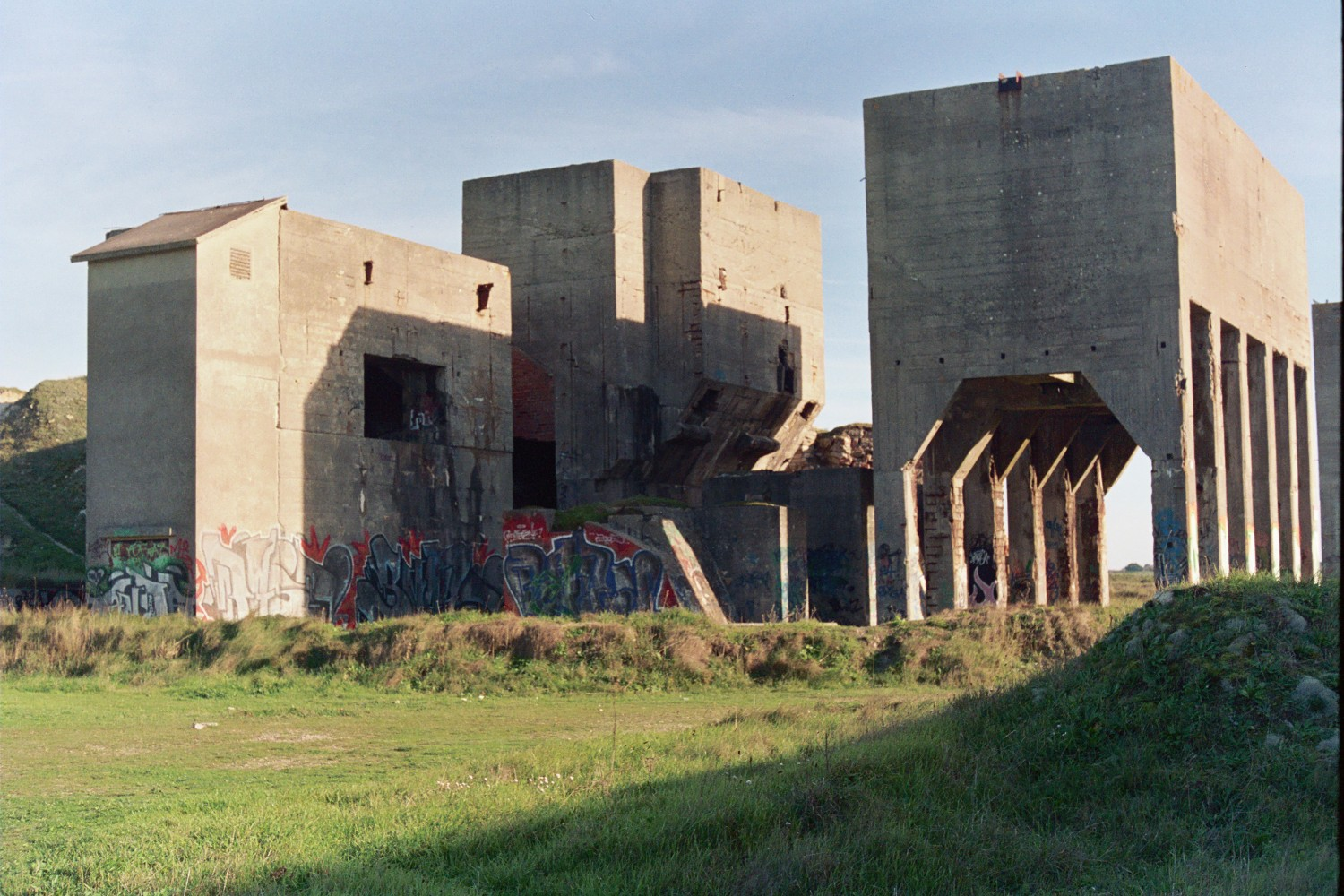
Pozostałości po fabryce w Tréguennec produkującej materiały budowlane na potrzeby konstrukcji Wału Atlantyckiego

Fritz Todt, projektant Linii Zygfryda wzdłuż granicy francusko-niemieckiej był głównym inżynierem zatrudnionym przy konstrukcji najważniejszych bunkrów i innych budynków ochronnych. Tysiące przymusowych robotników zostało zmuszonych przez Organizację Todt do wznoszenia tej wielkiej linii z żelaza i betonu wzdłuż duńskiego, belgijskiego i francuskiego wybrzeża. W latach okupacji ok. 75% do 90% francuskiej produkcji cementu przeznaczane było na potrzeby okupanta niemieckiego, z czego większość na budowę Wału Atlantyckiego. Szacuje się, że przy budowie Wału pracowało od 1,5 mln do 2 mln robotników różnych narodowości: Francuzów, Żydów, Belgów, Holendrów, Polaków, Czechów, Skandynawów, a także wziętych do niewoli żołnierzy pochodzących z francuskich kolonii w Afryce i Indochinach. Od 1941 do 1944 Państwo francuskie Vichy przekazało też ponad 30 tys. internowanych hiszpańskich republikanów do pracy przy budowach Organizacji Todt, w tym Wału Atlantyckiego (8 tys. z nich zostało deportowanych w końcu 1941 do obozu koncentracyjnego w Mathausen).
Na początku 1944 roku feldmarszałek Erwin Rommel został dowódcą obrony Wału Atlantyckiego. Rommel uważał, że obecne fortyfikacje były zaprojektowane nieodpowiednio i natychmiast rozpoczął ich rozbudowę. Zlecił budowę betonowych schronów ogniowych nad brzegami Atlantyku, a także pogłębił pas obronny, aby wróg po wydostaniu się z plaż, został za nimi związany ogniem. Z bunkrów żołnierze mieli prowadzić ostrzał pozycji nieprzyjaciela korzystając z karabinów maszynowych, dział przeciwpancernych oraz lekkiej artylerii. Plaże zostały zaminowane i zagrodzone zasiekami. Miny były umieszczane również pod wodą, blisko brzegu. Tego typu zabezpieczenia miały na celu zniszczenie alianckich barek desantowych zanim dotrą do plaż.
Do chwili rozpoczęcia inwazji Niemcy umieścili w północnej Francji około 6 milionów min. Główne zasługi Rommla to: rozbudowa systemu do wewnątrz, zatapianie nisko położonych terenów i zastosowanie tak zwanych szparagów Rommla. Były to konstrukcje, składające się z drewnianych pali wbitych w ziemię, połączonych drutami, na których były zawieszone granaty. Miały one zniszczyć szybowce po wylądowaniu.
Feldmarszałek Rommel wiedział, że jeśli wojska sprzymierzone nie zostaną zatrzymane na plażach, to prawdopodobnie będzie to oznaczało początek końca III Rzeszy.

## Wał Atlantycki dzisiaj

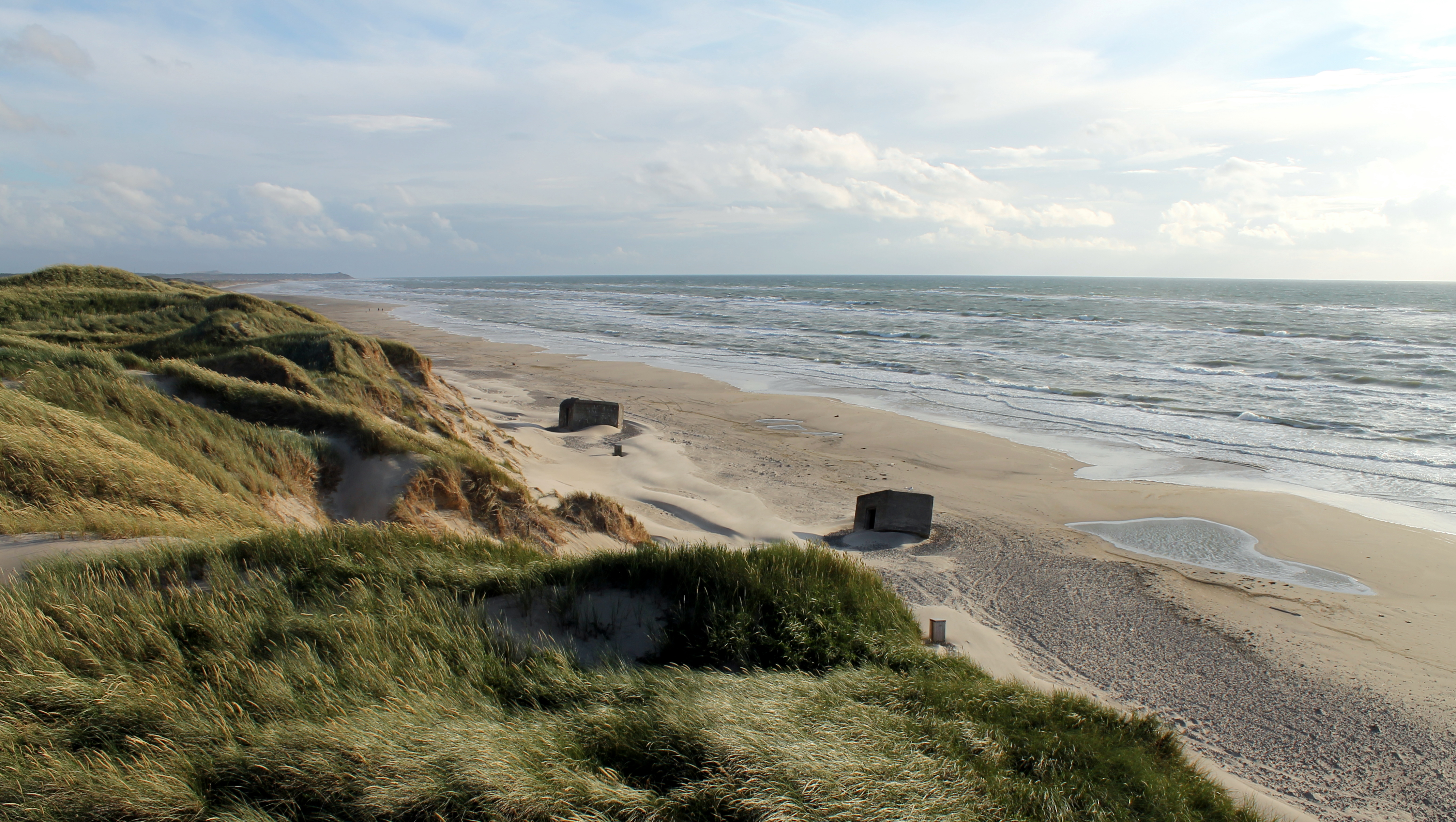
Pozostałości Wału Atlantyckiego: bunkry na plaży w północnej Danii

Wał nigdy nie został ukończony. Składał się pierwotnie z baterii artyleryjskich, bunkrów i pól minowych, które w ciągu lat 1942-1944 rozciągnięto od granicy francusko-hiszpańskiej do Norwegii (tzw. Festung Norwegen). Wiele fragmentów umocnień zachowało się do dziś. Można je zobaczyć w okolicach Scheveningen, Katwijk i w Normandii. W belgijskiej miejscowości Oostende znajduje się jeden z najlepiej zachowanych fragmentów fortyfikacji. Warto zobaczyć kompletną baterię ciężkiej artylerii, budynki mieszkalne i zasieki. Były one przeznaczone dla jednostki inżynieryjnej, odpowiedzialnej za wzniesienie tej części Wału.

## Najważniejsze punkty oporu
| Położenie                     | Dowódca                 | Obsada                                              | Przebieg obrony                                                                           | Data poddania                       | W użyciu aliantów                                    |
| ----------------------------- | ----------------------- | --------------------------------------------------- | ----------------------------------------------------------------------------------------- | ----------------------------------- | ---------------------------------------------------- |
| Cherbourg                     | Gen. von Schlieben      | 47 tys. żołnierzy na całym półwyspie Cotentin       | Port został wysadzony w powietrze przez Niemców po krótkotrwałej obronie.                 | Większość stanowisk – 27 VI 1944 r. | Po rozminowaniu, jeden z głównych portów alianckich. |
| Saint-Malo                    | Płk. von Alock          | 12 tys. żołnierzy (razem ze spadochroniarzami i SS) | Port wysadzony w powietrze. Na wyspie Cazembre Niemcy stawiali opór do 2 września 1944 r. | 17 VIII 1944 r.                     | Nie nadawał się do użycia aż do końca wojny.         |
| Alderney                      | Płk. Mork               | 8 tys. żołnierzy                                    | Jeden z najlepiej ufortyfikowanych na całym wybrzeżu.                                     | 16 V 1945 r.                        | Poddał się tydzień po kapitulacji III Rzeszy.        |
| Brest                         | Gen. Ramcke             | 38 tys. żołnierzy                                   | Bitwa rozpoczęła się 25 VIII 1944 r. Port został doszczętnie zniszczony                   | 19 IX 1944 r.                       |                                                      |
| Lorient                       | Gen. Junck              | 15 tys. żołnierzy                                   |                                                                                           | 8 V 1945 r.                         | Załoga poddała się w dniu kapitulacji III Rzeszy.    |
| Zatoka Quiberon i wyspa Belle | Gen. Farmbacher         | 25 tys. żołnierzy                                   |                                                                                           |                                     |                                                      |
| Saint-Nazaire                 | Gen. Junck              | 35 tys. żołnierzy                                   |                                                                                           | 8 V 1945 r.                         | Załoga poddała się w dniu kapitulacji III Rzeszy.    |
| La Rochelle                   | Adm. Schirlitz          | Wojska marynarki, 158. rezerwowa dywizja piechoty   |                                                                                           | 8 V 1945 r.                         | Załoga poddała się w dniu kapitulacji III Rzeszy.    |
| Hawr                          | Płk Wildermuth          | 14 tys. żołnierzy                                   | Po trzech dniach walki, załoga poddała się                                                | 14 IX 1944 r.                       | Port ponownie w użyciu od października '44           |
| Boulogne-sur-Mer              | Gen. Heim               | 10 tys. żołnierzy                                   | Obrona rozpoczęta 7 IX 1944 r.                                                            | 22 IX 1944 r.                       | Port otwarty w październiku '44                      |
| Calais                        | Ppor. Colonel Schroeder | 9 tys. żołnierzy                                    | Urządzenia i budynki portowe zostały bardzo ciężko uszkodzone                             | 30 IX 1944 r.                       | Port otwarty pod koniec października '44             |
| Dunkierka                     |                         | 18. Dywizja Piechoty Luftwaffe                      | Port został otoczony 13 września 1944 r.                                                  | Maj 1945                            |                                                      |

## Pozostałe informacje
- Ściśle chronione były również Wyspy Normandzkie, szczególnie wyspa Alderney, znajdująca się najbliżej Francji. Hitler zadecydował, że 10% stali i betonu użytego do budowy Wału Atlantyckiego ma być wykorzystanych do budowy umocnień na Wyspach Normandzkich, działania te skłoniły aliantów do zaniechania atakowania tych ziem w czasie operacji „Overlord”. Tamtejszy garnizon niemieckich wojsk poddał się z dniem 9 maja 1945, a obsada Alderney – dopiero 16 maja.
- Wiosną 1943 roku oficer wywiadu KG AK por. Kazimierz Leski ps. „Bradl” udając generała Wehrmachtu zdobył we Francji część planów budowy Wału Atlantyckiego[4].